# Silvio González
Silvio Augusto González más conocido como "Pulpo" González es un futbolista argentino nacionalizado chipriota. Actualmente juega para el Aris Limassol de Chipre.

## Trayectoria
Debutó el 13 de abril de 1997 jugando en la derrota de su equipo Lanús 3-4 contra  Colón.

## Clubes
| Club               | País      | Año         |
| ------------------ | --------- | ----------- |
| Lanús              | Argentina | 1997 - 1998 |
| Arsenal            | Argentina | 1998 - 1999 |
| Lanús              | Argentina | 1999 - 2002 |
| Arsenal            | Argentina | 2002 - 2003 |
| San Lorenzo        | Argentina | 2003        |
| Córdoba            | España    | 2003 - 2004 |
| Numancia           | España    | 2005        |
| Arsenal            | Argentina | 2005 - 2006 |
| Banfield           | Argentina | 2006 - 2007 |
| Olympiakos Nicosia | Chipre    | 2007        |
| AEL Limassol       | Chipre    | 2008 - 2012 |
| Tigre              | Argentina | 2012        |
| Patriotas Boyacá   | Colombia  | 2013        |
| Santa Fe           | Colombia  | 2013 - 2014 |
| Águilas Doradas    | Colombia  | 2014        |
| Aris Limassol      | Chipre    | 2015 - 2017 |
| AEZ Zakakiou       | Chipre    | 2017 - 2020 |

## Palmarés

### Campeonatos nacionales
| Título                     | Club            | País   | Año       |
| -------------------------- | --------------- | ------ | --------- |
| Primera División de Chipre | AEL Limassol FC | Chipre | 2011/2012 |